# سانفیر هایتس (کالیفرنیا)
سانفیر هایتس (به انگلیسی: Sunfair Heights) یک منطقهٔ مسکونی در ایالات متحده آمریکا است که در شهرستان سن برناردینو، کالیفرنیا قرار دارد.